# 石津孝
石津 孝（いしづ たかし、1964年11月23日 - ）は、グラフィックデザイナー、アートディレクター、Webディレクター。

## 人物
東京都出身。1989年、多摩美術大学グラフィックデザイン科卒。同年、ソニー・クリエイティブプロダクツに入社。自身の商品ブランドなどを展開、また『Jリーグ』クラブマスコットの制作などを手掛ける。
1995年、ソニー・クリエイティブプロダクツを退社、スペース・ランナーを設立。その後、ウォルト・ディズニー・ジャパン、SAASメーカーのクリエイティブディレクターを経て、プレミアアンチエイジングのクリエイティブ部長に就任。
JAGDA／LONDON D&AD会員

## 主な作品

### Web
- WiLL「willshop.com」
- Panasonic「Oxyride.jp」

### キャラクター
- Jリーグクラブマスコット[2]

鹿島アントラーズ、浦和レッドダイヤモンズ、柏レイソル、横浜F・マリノス、ジュビロ磐田、ヴィッセル神戸、サンフレッチェ広島、東京ヴェルディ、湘南ベルマーレ、セレッソ大阪、横浜フリューゲルス
- ソニー・ミュージック「ブラヴァー」
- TOYOTA「ALABAMA」（PSゲーム）
- カルピス「Chot!」
- メイトー「vita vita」
- いわき万本桜プロジェクト[3]

### プロダクツ
- NUTS「sion」(THE ART WATCH)[4]

### プロジェクト
- つながろうニッポン ロゴマークデザイン（AD）

### 著書
- ソニー・ミュージック「絵本で楽しむクラシック」シリーズ[5]

## 受賞歴
- ハイビジョン・アワード
- フジサンケイグループ広告大賞
- 第10回アジア太平洋広告祭[6]
- 第21回AsianAdvertisingAward[7]
- 第54回カンヌ国際広告祭[8]
- 『UT GRAND PRIX2016』　グランプリ受賞[9]